# Sinagoga Holandesa
La Sinagoga Holandesa (neerlandès: Hollandse Synagoge: també coneguda com a Sinagoga Shomré Fades) és una sinagoga ortodoxa moderna construïda en la ciutat d'Anvers, Bèlgica. L'edifici es diu així perquè va ser encarregat pels descendents de jueus que van arribar a Anvers des dels Països Baixos en el segle xix. Va ser la primera gran sinagoga a Anvers. Actualment, la sinagoga s'utilitza per a serveis només en dates especials com Roix Ha-Xanà i Yom Kippur. Fou construïda per l'arquitecte jueu Joseph Hertogs (1861-1930) en estil neomudèjar, va ser inaugurada en 1893 en el carrer Bouwmeestersstraat 7.